# Ivanka Škrabec Novak
Ivanka Škrabec-Novak (Hrovača, 1915. – Zamostec, 4. lipnja 1942.) bila je slovenska učiteljica, žrtva komunističkog terora. U visokom stupnju trudnoće i unatoč njezinoj molbi da joj dopuste prije roditi dijete, partizani su ju ubili, a prethodno su ju natjerali da si sama iskopa grob.

## Obrazovanje i brak
Ivanka Novak rođena je 1915. godine u obitelji Škrabec. Njezin otac, Janez Škrabec, bio je nećak slovenskog franjevca i jezikoslovca Stanislava Škrabeca. Nakon studija kod uršulinki u Ljubljani, Ivanka je započela svoju nastavničku službu u Pišecama, a u jesen 1939. vratila se u rodnu Dolenjsku i postala učiteljica u Sodražici. Unatoč tome što je bila okružena većinom učiteljima liberalnoga svjetonazora, Ivanka se držala svojih uvjerenja i stavova te pritom prije rata nije imala problema s neistomišljenicima. U svoje slobodno vrijeme radila je s mladima u obrazovnim i vjerskim društvima. U prosincu 1941., nekoliko mjeseci nakon talijanske i njemačke okupacije Slovenije, Ivanka Škrabec udala se u Ljubljani za Franca Novaka, katoličkog odgajatelja, profesora kemije i izbjeglice iz područja koje su okupirali nacisti u Gorenjskoj. Vjenčao ih je Lambert Ehrlich. Nakon braka, mladi supružnici nastavljaju svoj život u Sodražici.

## Prijetnje Oslobodilačke fronte
Oslobodilačka fronta, koja se pod vodstvom Komunističke partije Slovenije pripremala za vrijeme okupacije na provođenje komunističke revolucije pojavila se u Sodražici u drugoj polovici 1941. godine. Jedan od logora koji su bili pod partizanskom upravom bio je na Travnoj gori, a vodio ga je Stane Semič-Seki, veteran Španjolskoga građanskog rata. Ivankin suprug France kao katolički intelektualac nike podržavao djelovanje Oslobodilačke fronte. Uslijedile su prve prijetnje te je Novak već tada bio označen kao narodni neprijatelj.

## Pismo nerođenom djetetu
Pismo koje je Ivanka napisala pronašla je njezina rodbina prilikom iskopa njezina tijela. Pokopana je u obiteljskom grobu Škrabčevih u Hrovači. Po svoj prilici ubili su je iz osvete prema njezinom mužu koji se nije slagao s komunističkom ideologijom. Po tekstu pisma koje nije u cijelosti očuvano, čini se da je pisano neposredno pred upad partizana u njezinu kuću.
U pismu je napisala:
Još nekoliko sati i doći će kraj mojem životu. O Bože, o žalosna Majko, Majko moja. Ti znaš da umirem nevina, kao što je umirao tvoj Sin.
O dijete moje, nježni anđele moj, kako bih voljela vidjeti crte tvoga nasmijana lica, koje bi me razveselilo. O dijete moje, nježni, bijeli moj cvijete.
Nikada ne ću vidjeti tvoje bijele ručice; nikada mi ne ćeš uzvratiti sladak zagrljaj. Nikada te ne ću moći stisnuti na svoje srce; iako si tako blizu, nikada, dijete moje.
Negdje u zagrljaju šume naš će biti dom, krasit će ga proljetno cvijeće.
Moja usta nikad ti ne će pjevati pjesme u kolijevci, sama ću biti tvoja postelja, iako hladna i tako tvrda.
Grane iznad nas pjevat će ti voljenu uspavanku. Oh, samo mirno spavaj, dijete moje, blizu si moga srca, koje te silno voli; na žalost, iako te ljubi, iz ruku smrti koja i tebe čeka, ne može te spasiti.
Samo mirno spavaj. Ti ne možeš naslutiti što te čeka. Sa mnom ćeš umirati – ja u mislima s tobom. I tada će biti kraj stradanja i muke, naše borbe, zajedno ćemo k Bogu.
Kada sam te prvi put oćutjela, osjetila sam tvoj nemir. I počela sam sanjati kako ću te prvi put donijeti u Božju blizinu, da te poškropi krsna voda; na žalost, oblit će te moja krv, krvlju majke pune ljubavi bit ćeš kršteno.
Gledala sam te i vidjela kako se Krist u hostiji prvi put priklanja k tebi. Na žalost, moje će tijelo ubrzo biti ciborij, a ti, moje dijete, hostija u njemu.
Iz mojeg ciborija uzet će te ruka puna ljubavi, položit će te u svoje božansko srce… Tamo ću te, moje dijete, prvi put ugledati, o moj nježni anđele; tamo ću vidjeti tvoje lice, tamo ćeš ti vidjeti svoju majku i prvi ćeš me puta zazvati: O mama!
Gledaj, moje dijete, jutro se bliži. Prva zraka iza gore naviješta za nas posljednje jutro trpljenja. Sutra će opet ustati, ali bez trpljenja i suza, pred Bogom...
Samo mirno spavaj, tvoja majka bdije nad tobom... Gledaj crvena zraka već navješćuje da se budi dan i posljednje zvijezde se gase u njoj.
Sat na tornju već pokazuje jutro koje će nas odvesti na zadnji put... No, neću biti sama... sa mnom ćeš biti ti moje dijete... i Marija koja će, kao tada za Sinom na Kalvariju, ići s nama...
U posljednjim našim izdisajima stat će kraj nas, a potom će nas ponijeti u sretan, vječni dom… Nitko nam više neće oduzeti radost, jer bit ćemo uronjeni u vječnoga Boga, u vječni Božji mir... Moje dijete, samo spavaj...Marija je s nama... 